# 5e division (Reichswehr)
Pour les articles homonymes, voir 5e division.

La 5e division (en allemand : 5. Division) est une des divisions d'infanterie de la Reichswehr de la République de Weimar dans la période entre-deux-guerres, disparue en octobre 1934.

## Création
Dans l'ordonnance du 31 juillet 1920 pour la réduction de l'armée (pour se conformer à la limite supérieure de la taille de l'armée contenues dans le traité de Versailles), il a été déterminé que, dans tous les Wehrkreis (district militaire), une division serait établi le 1er octobre 1920.
 
La 5e division a été créée en janvier 1921 à partir des Reichswehr-Brigaden 11 et 13, faisant tous partie de l'ancienne Übergangsheer (Armée de transition).
La Division se compose de:
- 3 régiments d'infanterie,
- un régiment d'artillerie,
- un bataillon du génie,
- un bataillon des transmissions,
- un bataillon de transport
- un bataillon médical.

L'unité a cessé d'exister en tant que telle, fin octobre 1934, et ses unités subordonnées ont été transférés à l'une des 21 divisions nouvellement créé cette année-là.
À partir du 14.(Badisches) Infanterie-Regiment seront formés les régiments d'infanterie de la nouvelle 5. Infanterie-Division.

## Commandants
Le commandant de la Wehrkreis V (Wehrkreiskommando) était en même temps le commandant de la 5e division.
| Grade                  | Nom                     | Début             | Fin               |
| ---------------------- | ----------------------- | ----------------- | ----------------- |
| General der Infanterie | Walther Reinhardt       | 1er octobre 1920  | 1er janvier 1925  |
| General der Infanterie | Ernst Hasse (de)        | 1er janvier 1925  | 1er février 1927  |
| General der Infanterie | Hermann Reinecke        | 1er février 1927  | 30 septembre 1929 |
| General der Infanterie | Hans Seutter von Lötzen | 1er octobre 1929  | 1er décembre 1931 |
| Generalleutnant        | Curt Liebmann           | 1er décembre 1931 | 1er août 1934     |

## Garnisons
L'état-major de la Division est basé à Stuttgart. Les divisions subordonnées sont localisés en Wurtemberg et Hesse.

## Organisation

### Subordination
La 5e division est rattachée au Gruppenkommando 2 / Wehrkreiskommando V

### Ordre de bataille
- Infanterieführer V
  - 13.(Württemburgisches) Infanterie-Regiment
  - 14.(Badisches) Infanterie-Regiment
  - 15.Infanterie-Regiment
- Artillerieführer V
- 5.Artillerie-Regiment
- Pionier-Bataillon 5
- Nachrichten-Bataillon
- Kraftfahr-Abteilung 5
- Sanitäts-Abteilung 5

## Annexe